# Žilinska knjiga
Žilinska knjiga (slovački: Žilinská kniha) predstavlja najvrjednije pismeno naslijeđe srednjeg vijeka u Slovačkoj, a ujedno i najstariji sačuvani zapis na slovačkom jeziku koji se nalazi u današnjoj Slovačkoj. Pisana je na tri jezika (latinskom, njemačkom i slovačkom) u razdoblju od 1378. do 1561. godine i sastoji se od tri dijela. Prvi dio čini prijepis magdeburgškog zakonika na njemačkom jeziku, koji je 1378. godine napravio Mikulaš od Lukova. Drugi dio je njegov prijepis na slovačkom jeziku nastao 1473. godine, dok treći i najobuhvatniji dio čine imovinski i privatni zapisi vođeni u kontinuitetu od 1380. do 1524., nakon čega su mjestimično unošeni do 1561. godine. Žilinsku knjigu sačinjava 149 listova papira dimenzija 29 x 22 cm, ukoričenih u 15. stoljeću. Danas je smještena u Državnom arhivu u Žilini, a 1988. godine je proglašena za narodni kulturni spomenik.

## Poveznice
- Žilina
- Slovački jezik